# Metallyra tuberculata
Metallyra tuberculata är en skalbaggsart som beskrevs av Veiga-ferreira 1971. Metallyra tuberculata ingår i släktet Metallyra och familjen långhorningar.
Artens utbredningsområde är Moçambique. Inga underarter finns listade i Catalogue of Life.